# Brända av solen
Brända av solen, (ryska: Утомлённые солнцем, Utomljonnyje solntsem) är en rysk-fransk film från 1994 i regi av regissören och skådespelaren Nikita Michalkov. Filmen blev prisad och vann bland annat Juryns stora pris vid filmfestivalen i Cannes och en Oscar för bästa utländska film.

## Handling
Filmen tar sin början 1936, precis före Josef Stalins stora utrensning. General Sergej Kotov (Nikita Michalkov), en idealistisk kommunist och hyllad hjälte från oktoberrevolutionen och ryska inbördeskriget, njuter av livet på sin datja på landet. Med på landet finns även hans fru Marusja (Ingeborga Dapkūnaitė), som tidigare var med i den ryska adeln, dottern Nadja och medlemmar av fruns stora och excentriska familj. Den karismatiska Kotov lever här ett avslappnat liv, beundrad av alla runt omkring honom.
In i denna idylliska värld kommer Mitja (Oleg Mensjikov), en annan tidigare medlem i den ryska adeln, en familjevän som tidigare var förlovad med Maroussia innan han plötsligt försvann. Det är snart uppenbart att trots Mitjas vänliga och humoristiska yttre har han kommit med en hemlig agenda. Han jobbar för den hemliga polisen (NKVD) och har order att arrestera Kotov under falska anklagelser om att ha sålt hemlig information till tyskarna och japanerna.
Detta är till viss del en hämnd. Kotov tvingade nämligen Mitja att lämna Marusja för att spionera på emigranter från den vita sidan i inbördeskriget. Kotov arresteras till slut och förs iväg i en svart bil. Trots detta är hans vilja och trygghet orubbad, då han är säker på att han kan förändra situationen genom att ringa Stalins privata nummer. Men efter att ha blivit misshandlad efter ett flyktförsök kommer han till insikten att det måste vara Stalin själv som beordrat hans arrestering, och en blodig Kotov ligger gråtande.
Ett postskriptum avslöjar att general Kotov dömdes för spioneri och sköts av NKVD. Hans fru Marusja dog senare i Gulag. Båda domarna togs tillbaka när Nikita Chrusjtjov senare kom till makten. Dottern Nadja ska ha överlevt och arbetar numera som lärare i Kazakstan. Mitja, vilket avslöjas i filmens sista scen, begick självmord genom att skära upp sina handleder.

## Rollista i urval
- Oleg Mensjikov – Dmitrij (Mitja)
- Nikita Michalkov – Sergej Kotov, general
- Ingeborga Dapkūnaitė – Marusja, Sergejs fru
- Nadezjda Michalkova – Nadja, Sergejs och Marusjas dotter

## Uppföljare
Uppföljaren Brända av solen 2 hade premiär i Ryssland den 17 april 2010, och utspelar sig under andra världskriget. Nikita Michalkov återvände både som regissör och i huvudrollen som general Kotov.

## Titel
Filmens titel kommer från den ryska versionen av den populära polska tangon To ostatnia niedziela (Den sista söndagen) komponerad av Jerzy Petersburski 1935. Den ryska versionen med den nya titeln (Utomljonnyje solntsem) och ny text skrevs 1937, och blev populär i Sovjetunionen och framfördes senare av Leonid Utiosov. Titeln härleder också till det mystiska ljusklot som dyker upp vid vissa tillfällen i filmen. I slutet av filmen tillägnas den dem som "bränts av solen" – av den ryska revolutionen.